# Galerie des Artistes
La Galerie des Artistes (en polonais : Galeria Artystów), également connue sous le nom de Galerie Artistique (en polonais : Galeria Artystyczna) est une galerie située sur la place Grunwaldzki à Katowice, dans le quartier de Koszutka. La galerie présente des bustes d'artistes connus et distingués et d'artistes de Katowice, dans le but de les commémorer.

## Histoire

### Histoire de la galerie
La place Grunwaldzki est rénovée en 2003. Alina et Andrzej Grzybowski, sont les auteurs du nouveau concept d'aménagement paysager en 2002.
Sur la place, depuis 2004, des sculptures sont placées sur des socles chaque année, des bustes d'artistes associés à la ville de Katowice. Les bas-reliefs sont en bronze et reposent sur des socles de deux mètres de haut.

### Histoire des plébiscites
Depuis 2004, des plébiscites sont organisés auprès des habitants de la ville pour désigner la personne qui sera commémorée dans la galeri.

### Histoire des bustes
En 2004, les deux premières sculptures sont placées dans la galerie - celles de l'acteur Zbigniew Cybulski et du chef d'orchestre Karol Stryja,.
En 2005 c'est la sculpture du graphiste Paweł Steller (pl) qui est placée dans la galerie, et en 2006 celles du publiciste Stanisław Ligoń (pl) et de l'écrivain Wilhelm Szewczyk (pl).
Un buste en laiton du peintre Jerzy Duda-Gracz (pl) y a été placé en 2007, puis volé en 2009. Le buste de Steller est également volé la même année.
En 2008, Aleksandra Śląska remporte le plébiscite, en 2009 c'est Stanisław Hadyna (pl),, et en 2010 c'est Bogumił Kobiela,. L'auteur de la sculpture Stanisław Hadyna est Bogumił Burzyński (pl). Le buste a été inauguré le 10 septembre 2009 par la fille de l'artiste, Aisza Hadyna, et Piotr Uszok (pl) (maire de Katowice).
En 2011, le plébiscite est remporté par la candidature d'Alfred Szklarski (pl), et son buste est dévoilé le 9 septembre,.
Le 7 septembre 2012, le buste d'Adolf Dygacz (pl) est inauguré dans la galerie.
Le 13 septembre 2013, le buste de Henryk Mikołaj Górecki y est dévoilé.
En 2014, les bustes de Wojciech Kilar et d'Andrzej Urbanowicz (pl) sont dévoilés dans la galerie, en 2015 - celui de Jan Skrzek (pl), et en 2016 - celui de Teofil Ociepka (pl).
En 2017, un buste de l'artiste et réalisateur Antoni Halor (pl) est dévoilé, en 2018 un buste de Tadeusz Kijonka (pl) et en 2019 un buste de Bernard Krawczyk (pl).
En 2020, le plébiscite n'a pas lieu en raison de la pandémie de coronavirus.
En 2021, les bustes de Józef Świder (par Tomasz Wenklar) et de Kazimierz Kutz (par Jacek Kicinski) sont réalisés et dévoilés.
En 2022, un buste de Krystyna Bochenek (par Katarzyna Fober) a été dévoilé, et en 2023, un buste de Franciszek Pieczka.

## Galerie

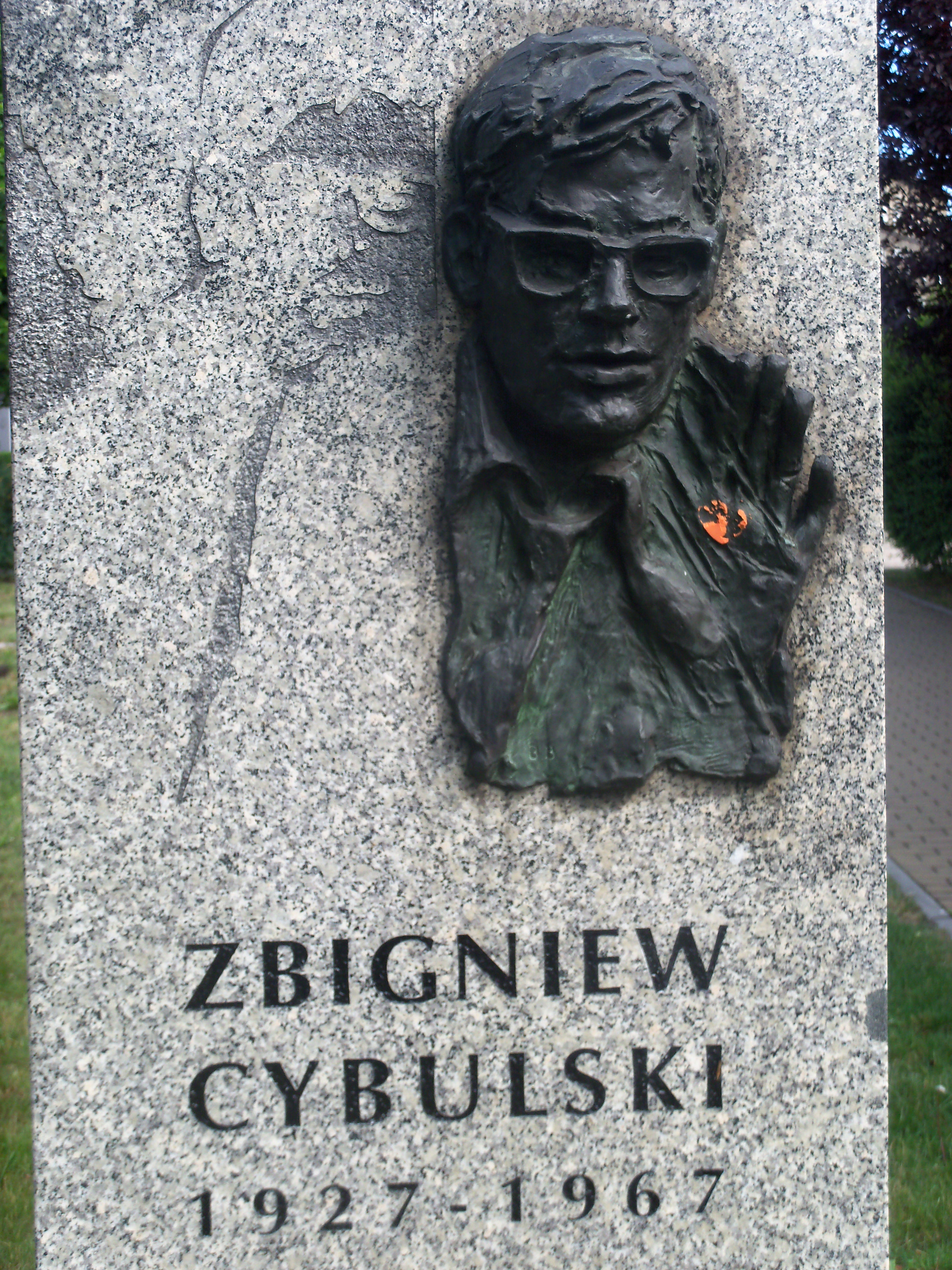
sculpture représentant Zbigniew Cybulski
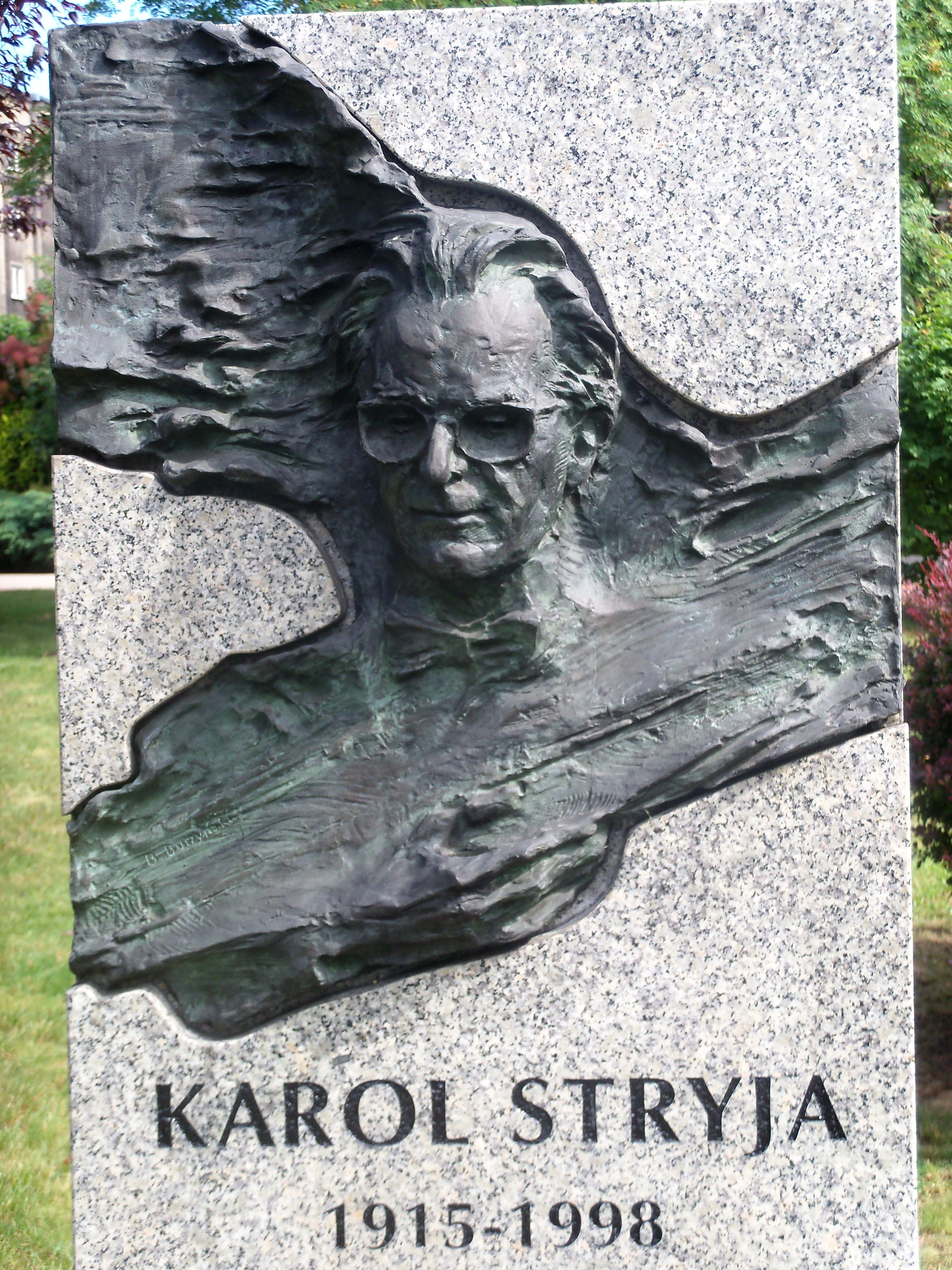
sculpture représentant Karol Stryja
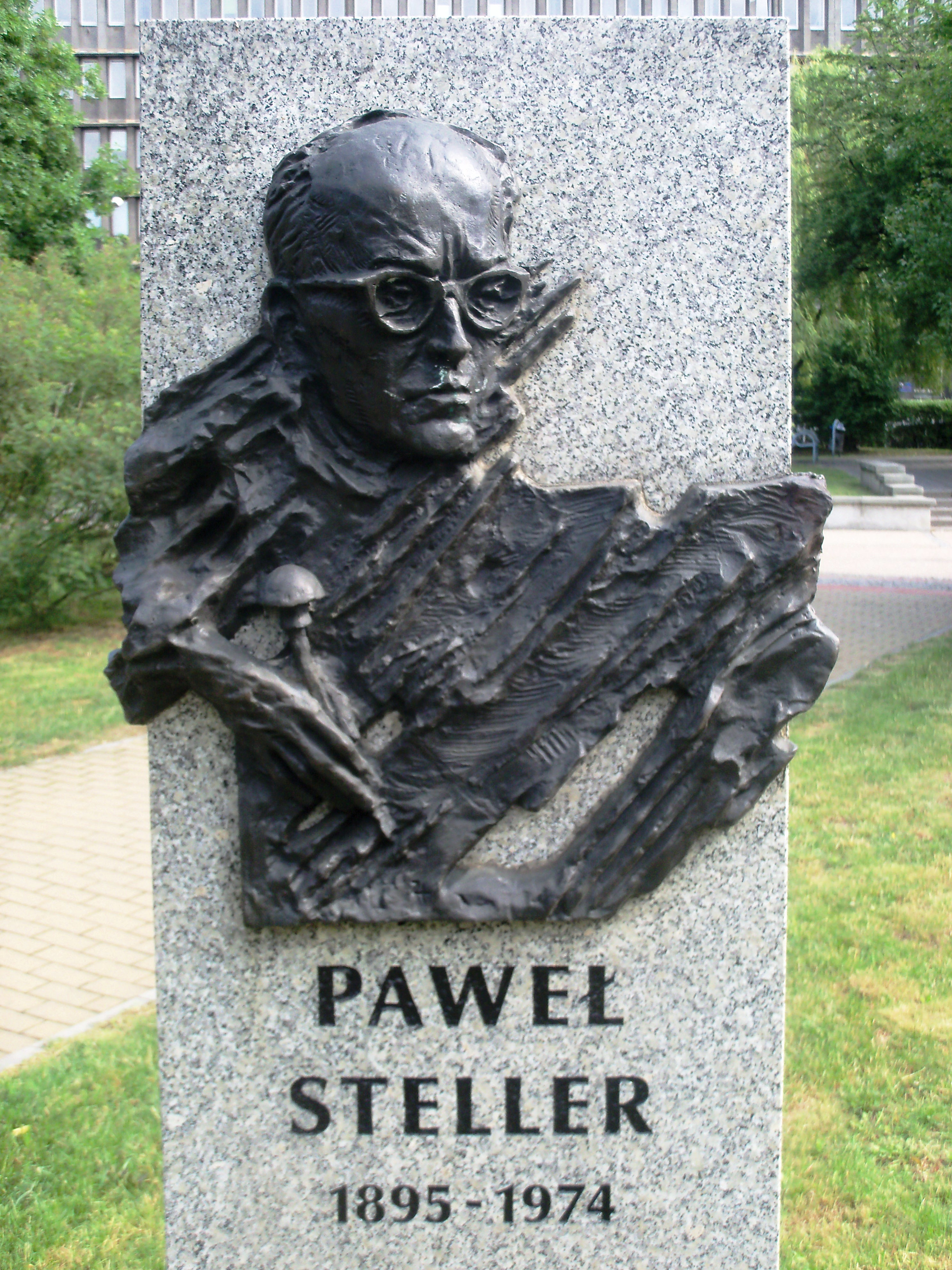
sculpture représentant Paweł Steller
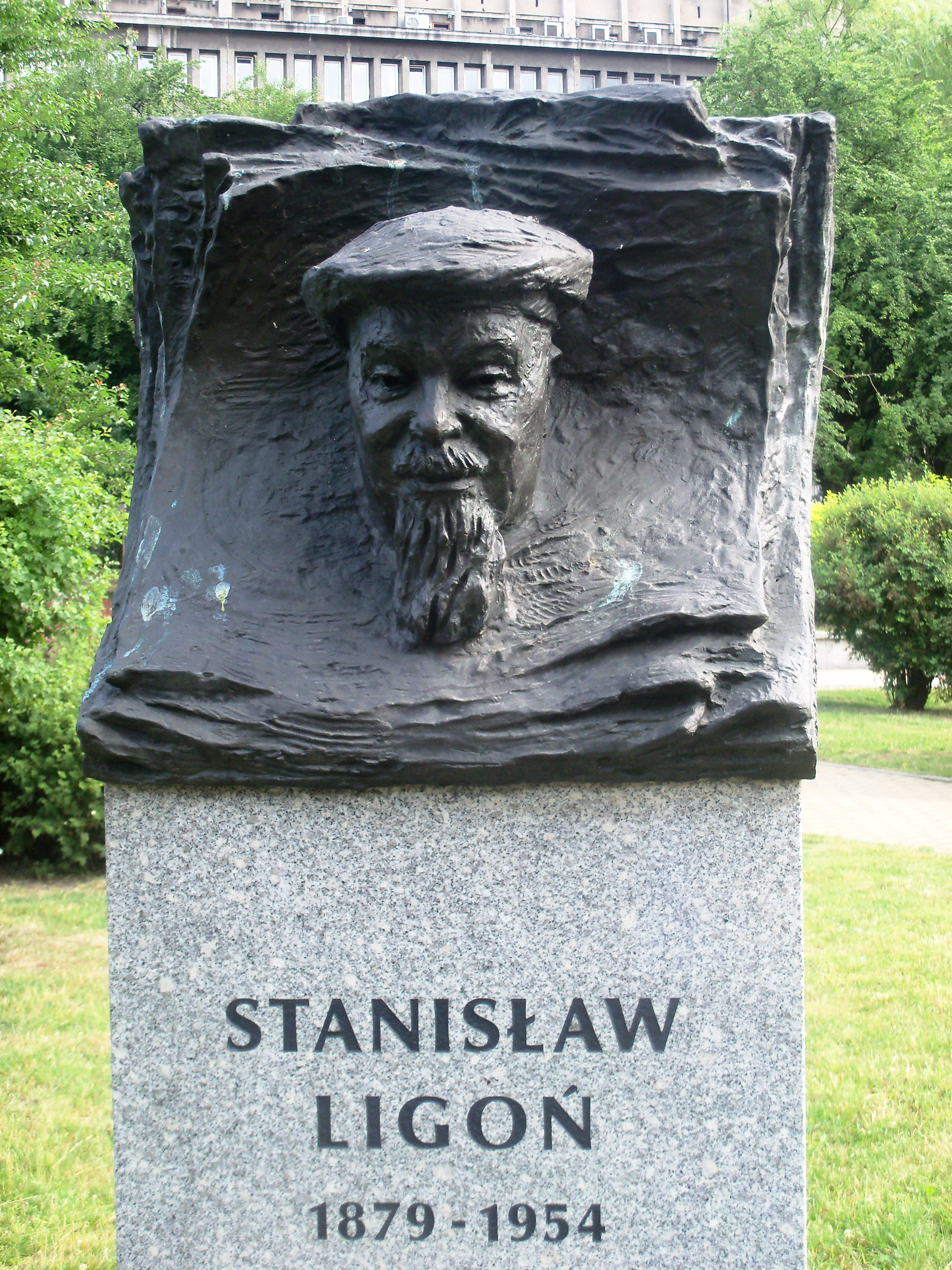
sculpture représentant Stanisław Ligoń
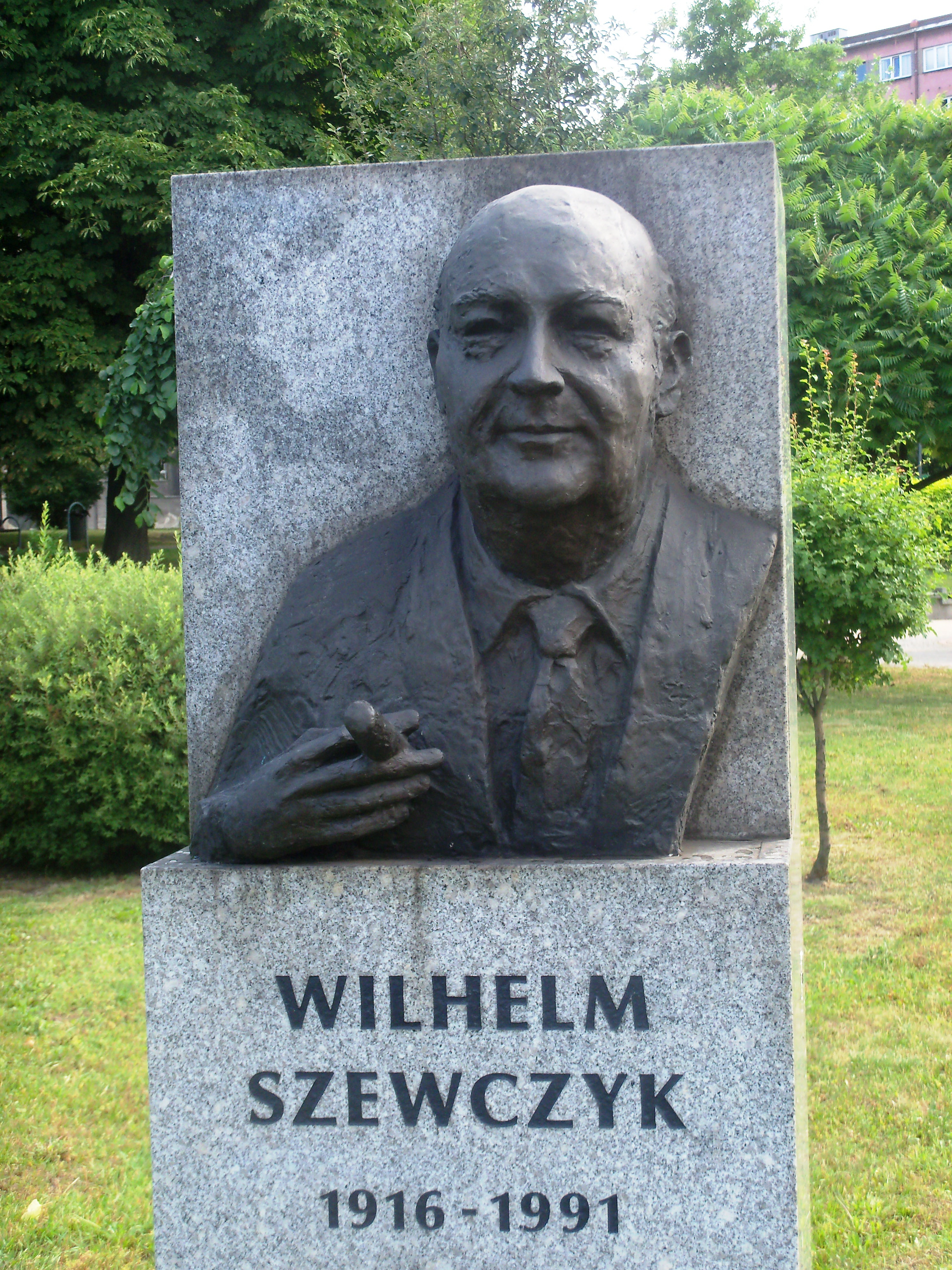
sculpture représentant Wilhelm Szewczyk
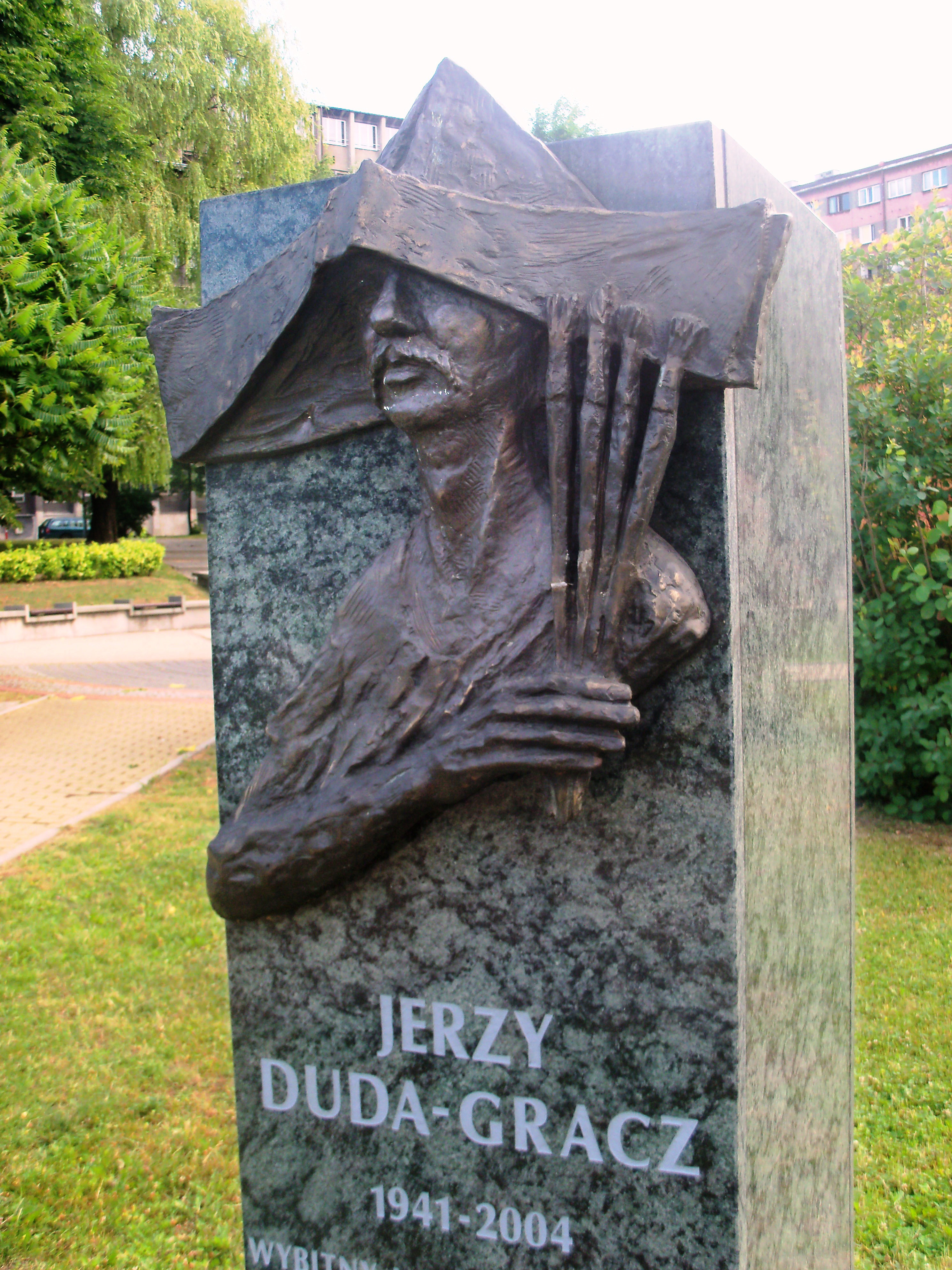
sculpture représentant Jerzy Duda-Gracz
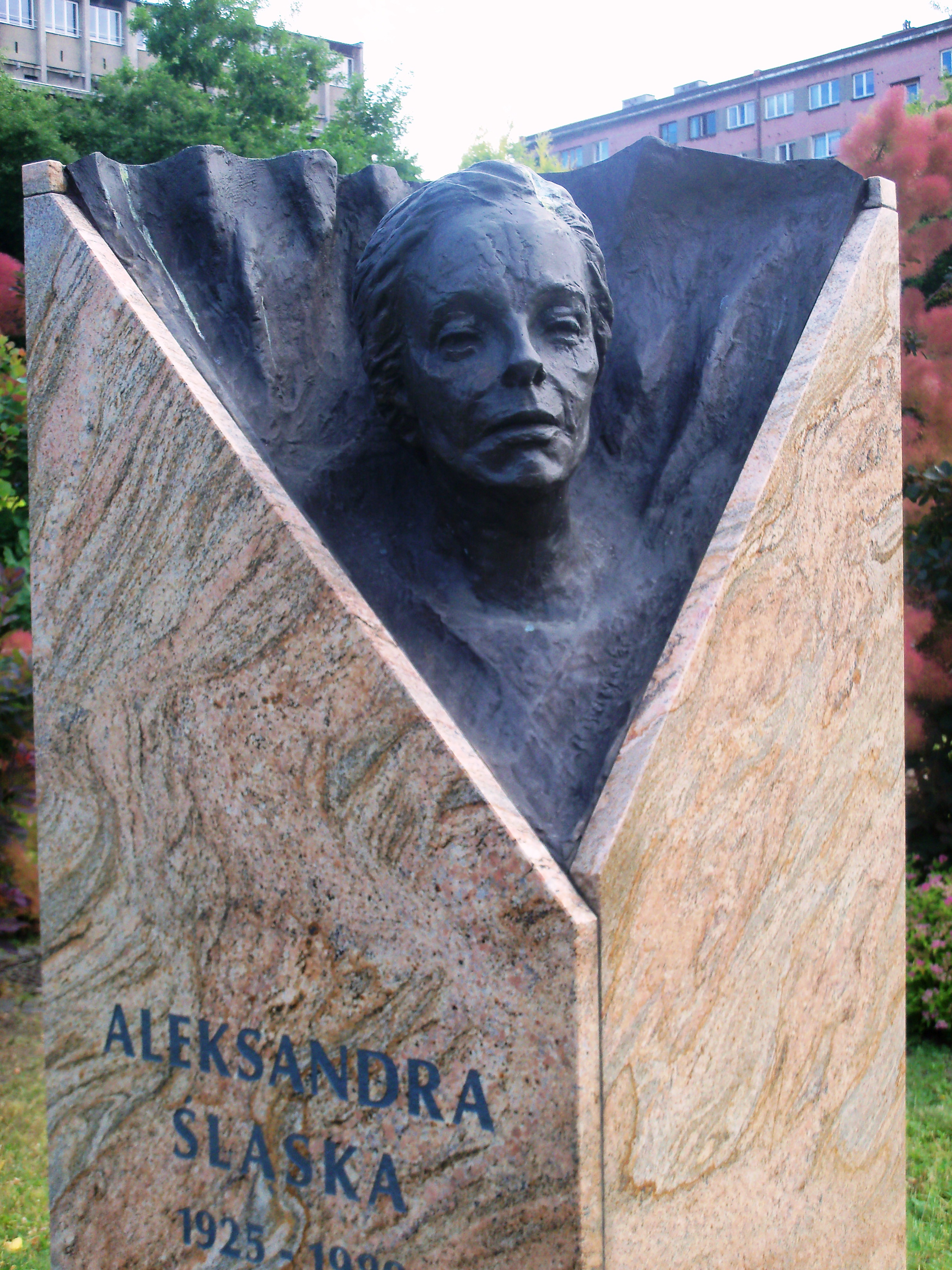
sculpture représentant Aleksandra Śląska
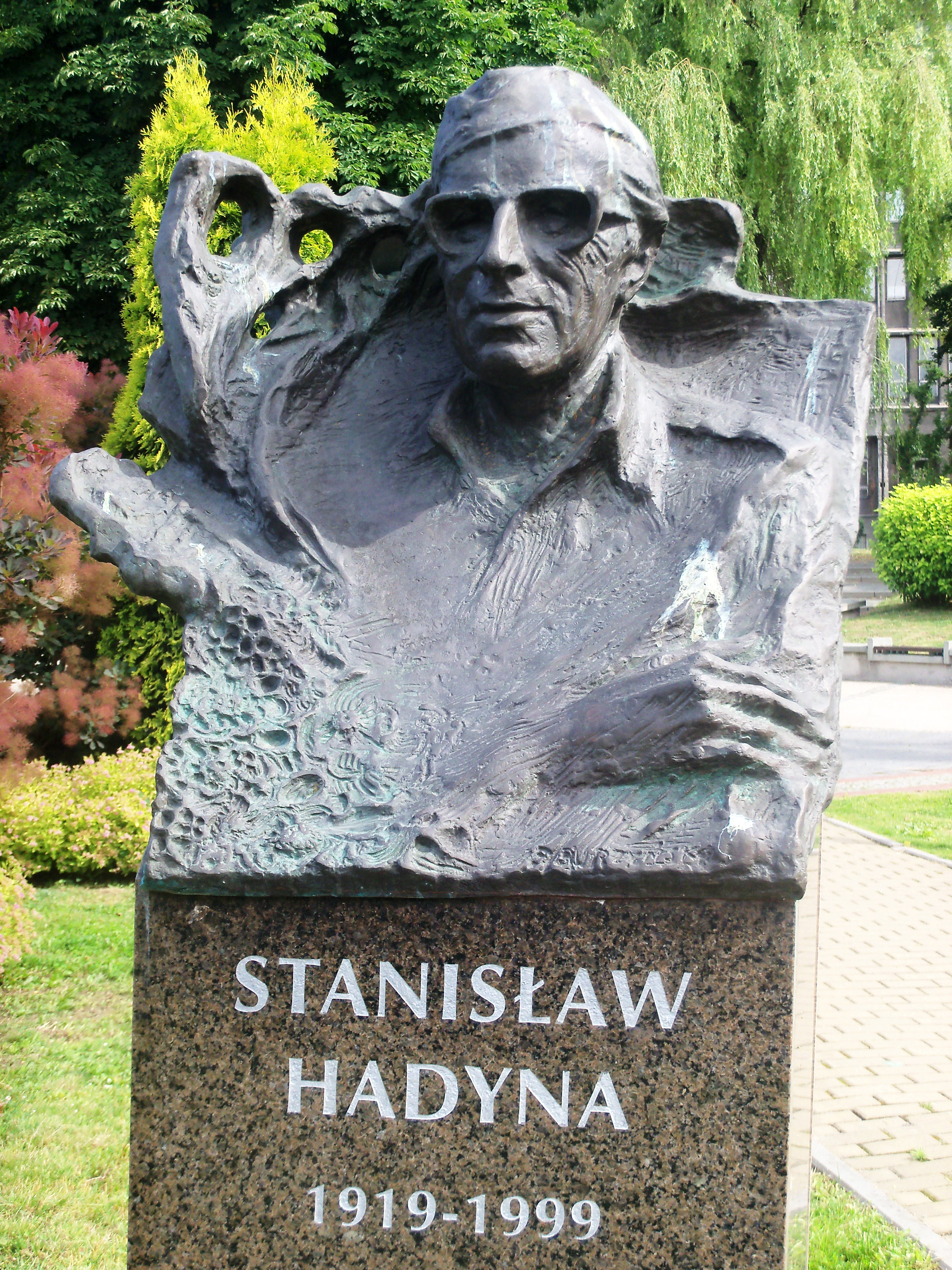
sculpture représentant Stanisław Hadyna
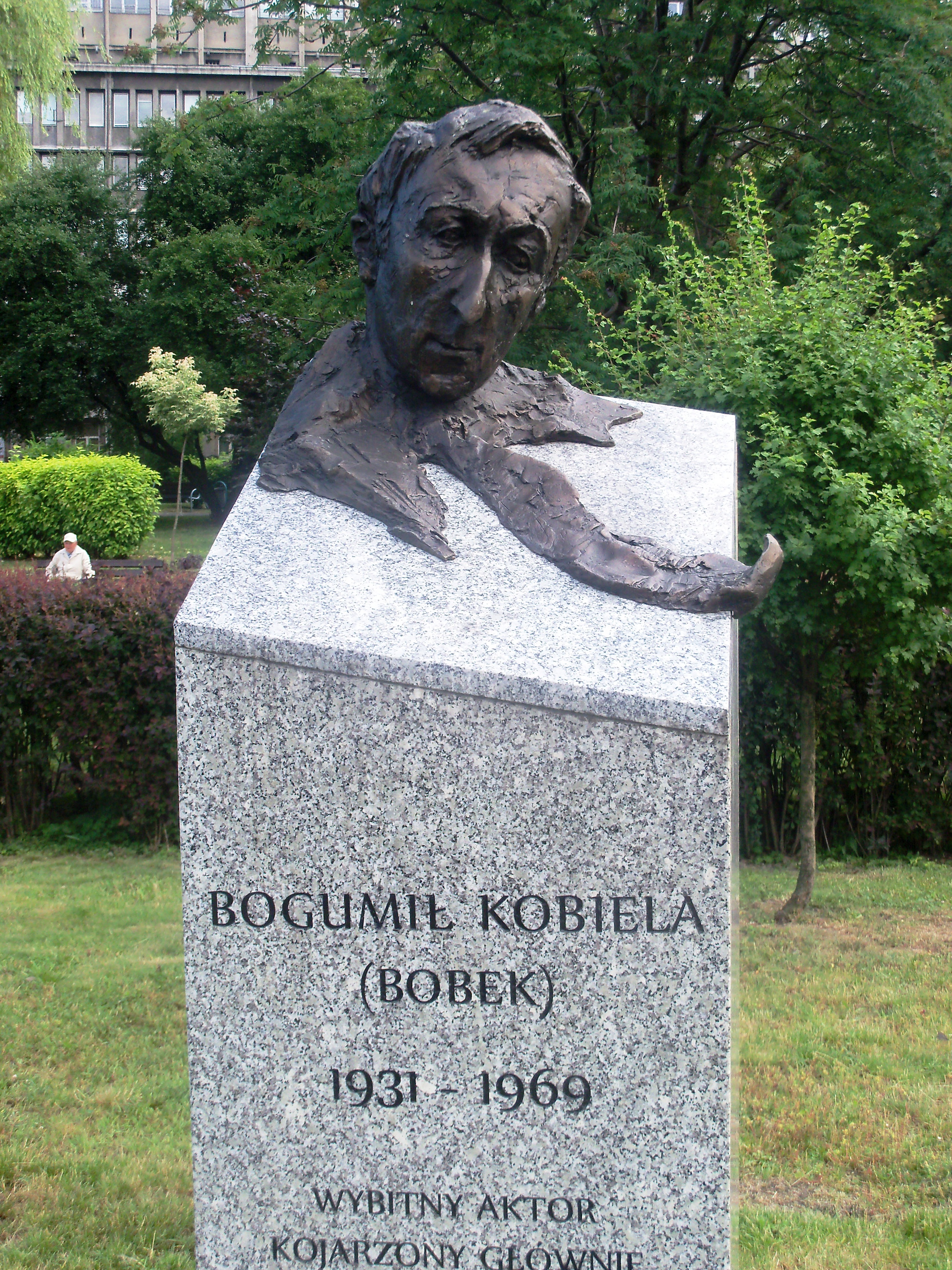
sculpture représentant Bogumił Kobiela
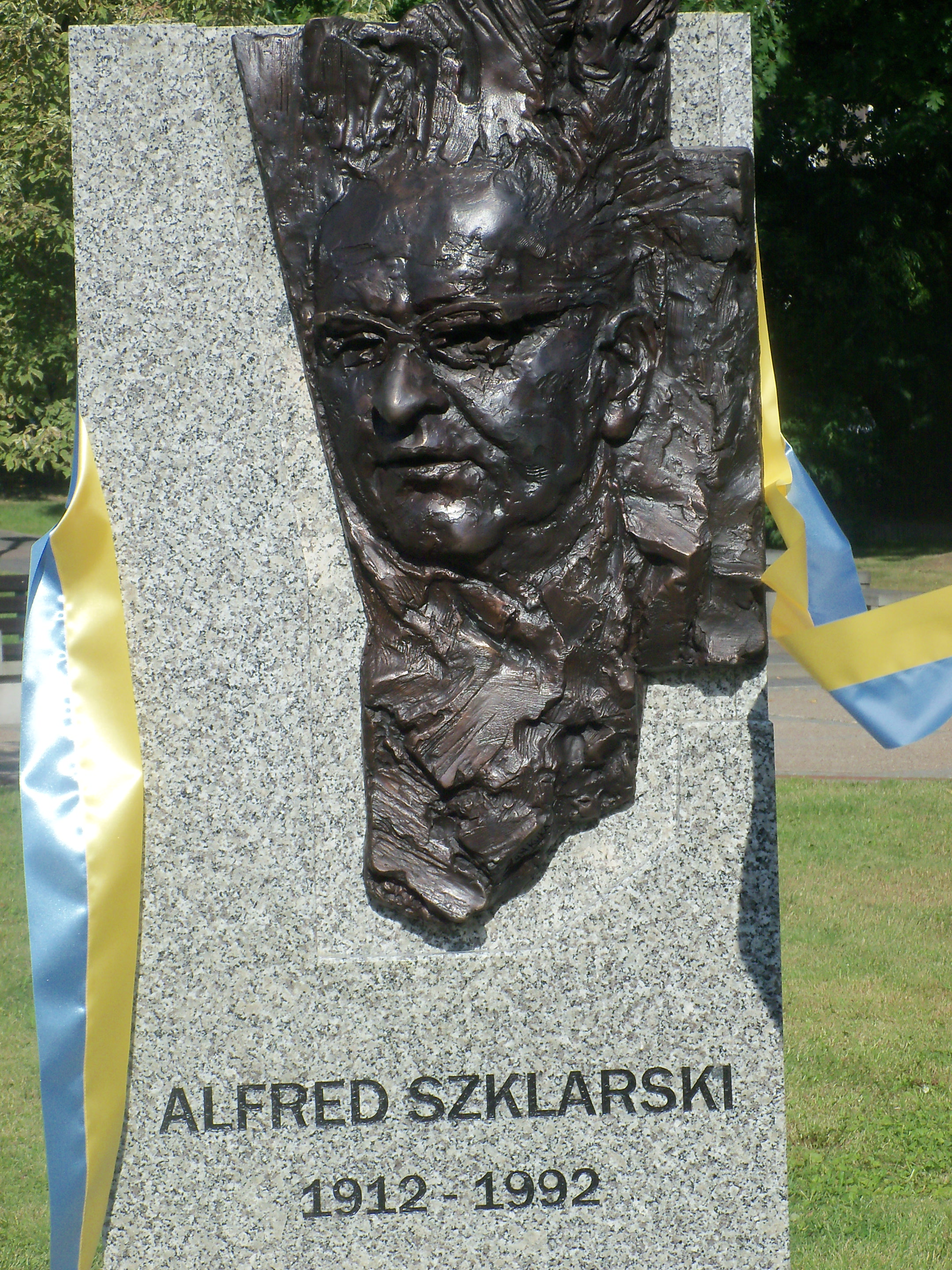
sculpture représentant Alfred Szklarski
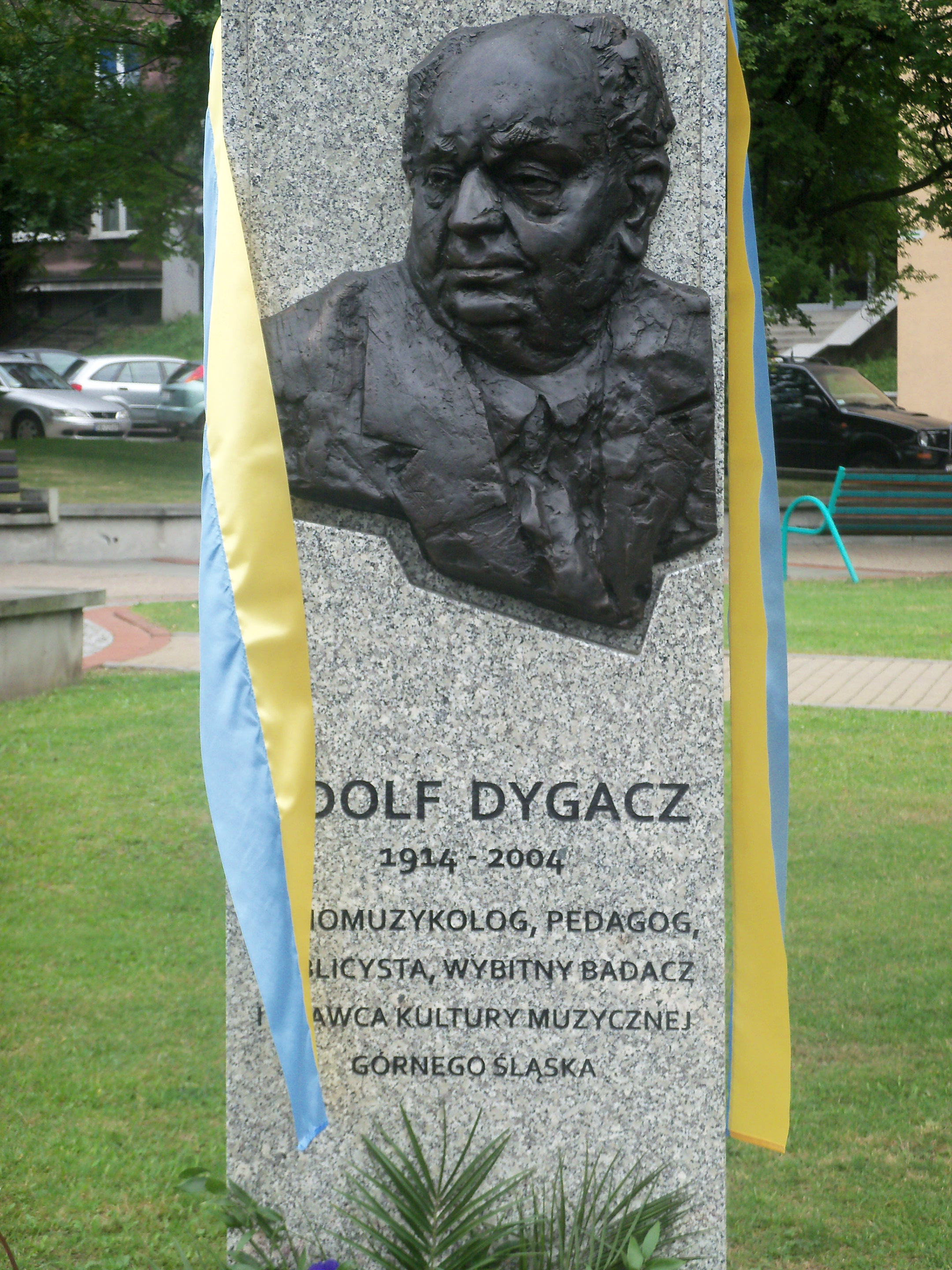
sculpture représentant Adolf Dygacz
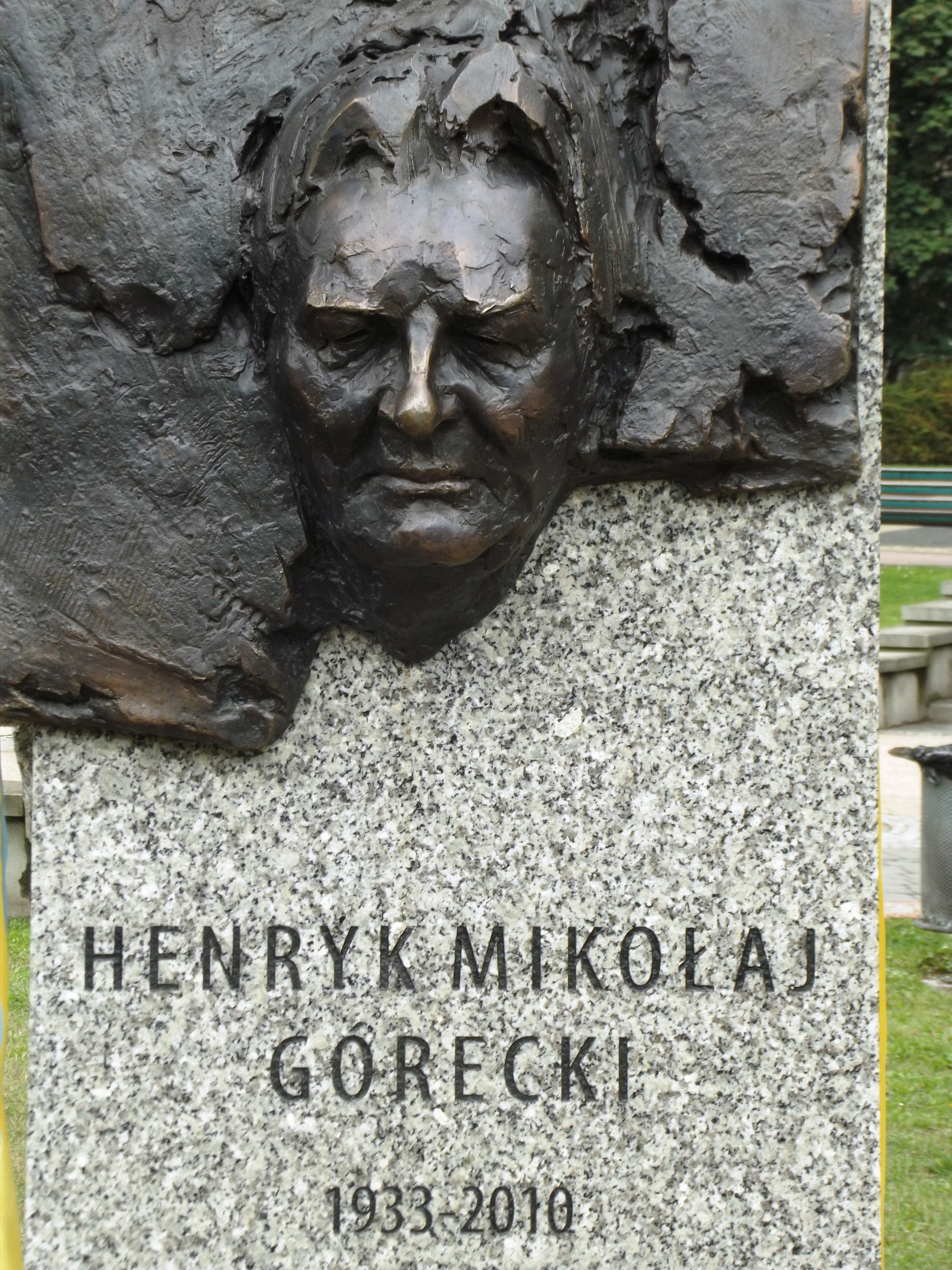
sculpture représentant Henryk Mikołaj Górecki
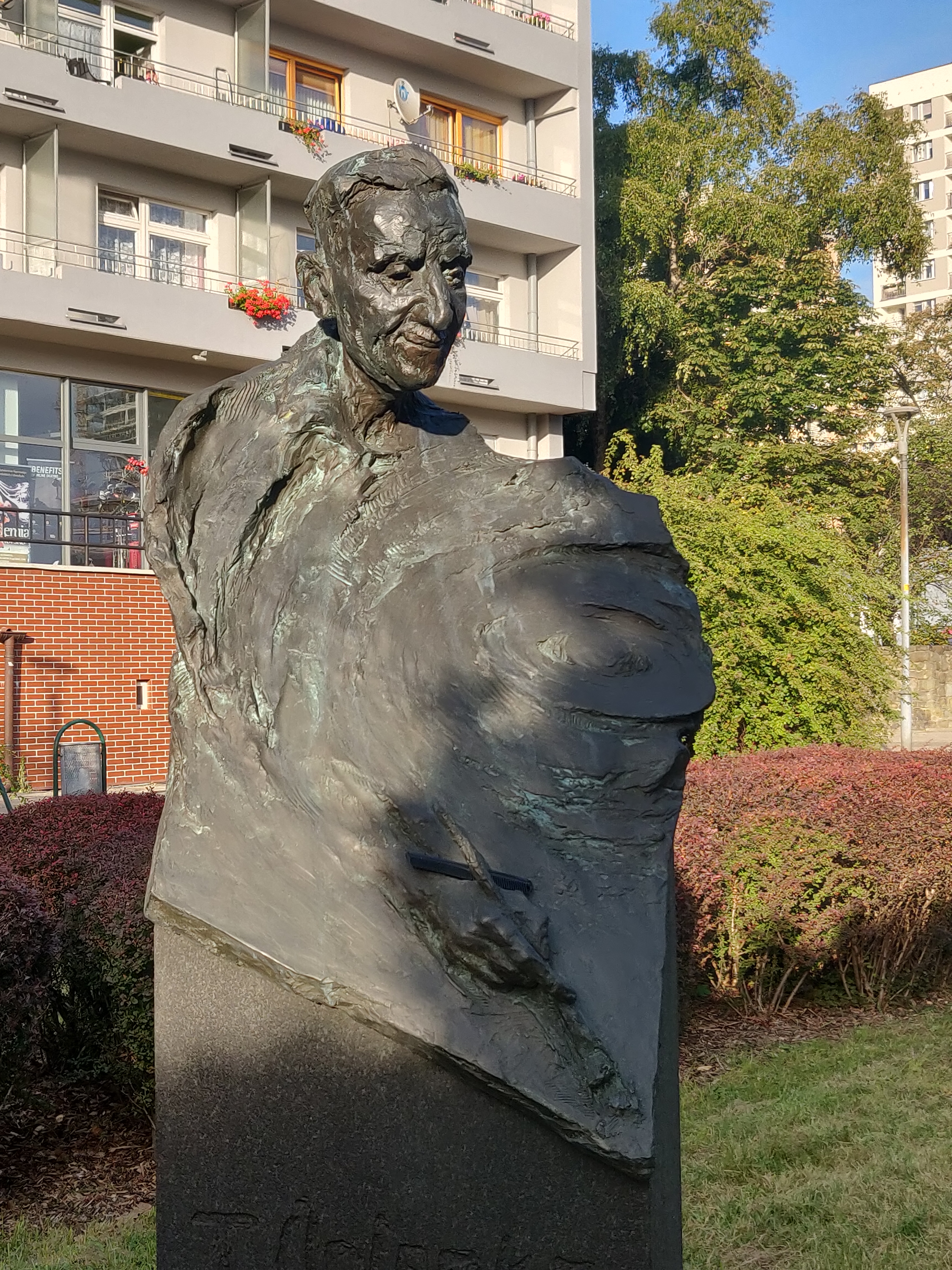
sculpture représentant Teofil Ociepka
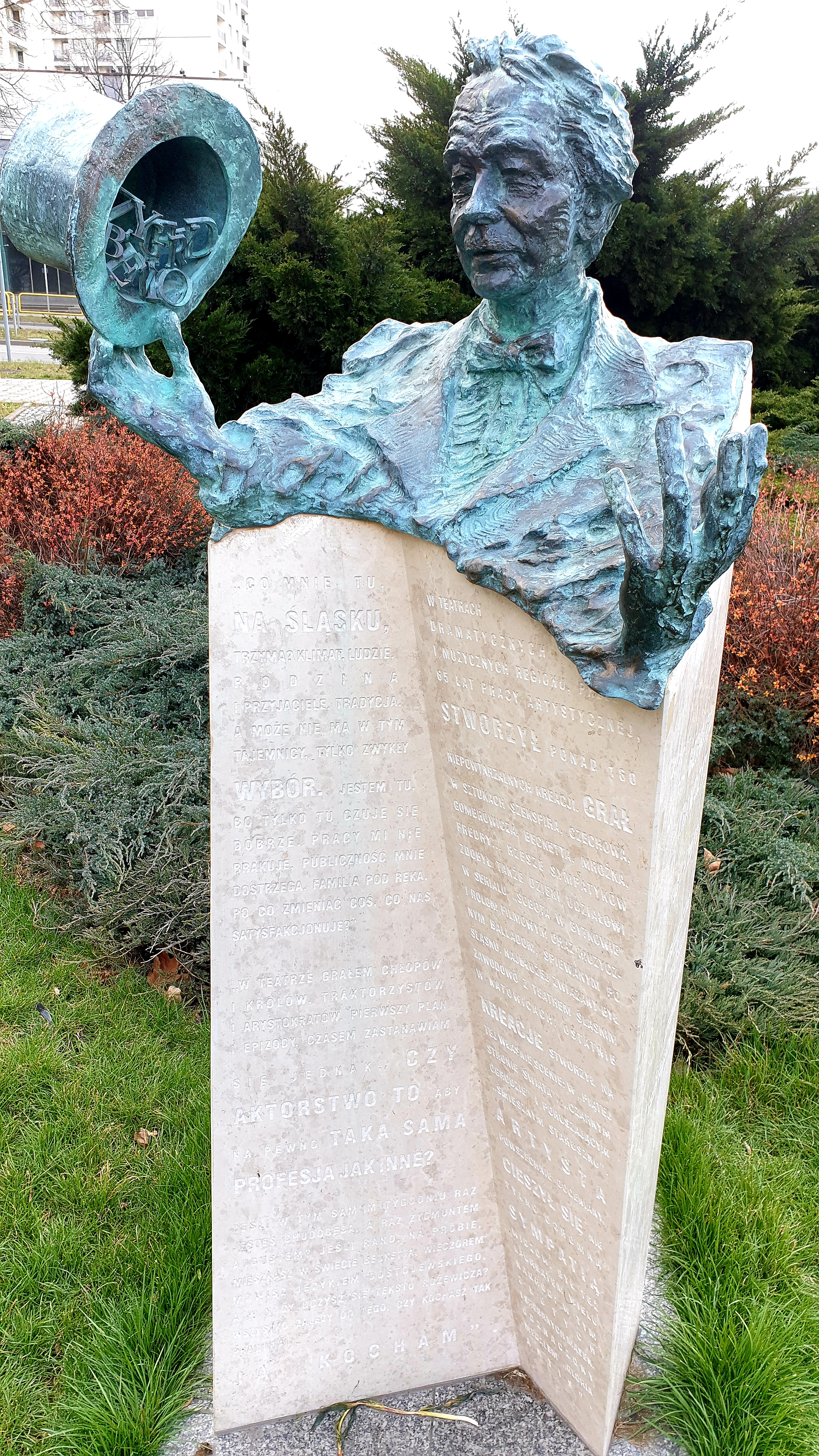
sculpture représentant Bernard Krawczyk
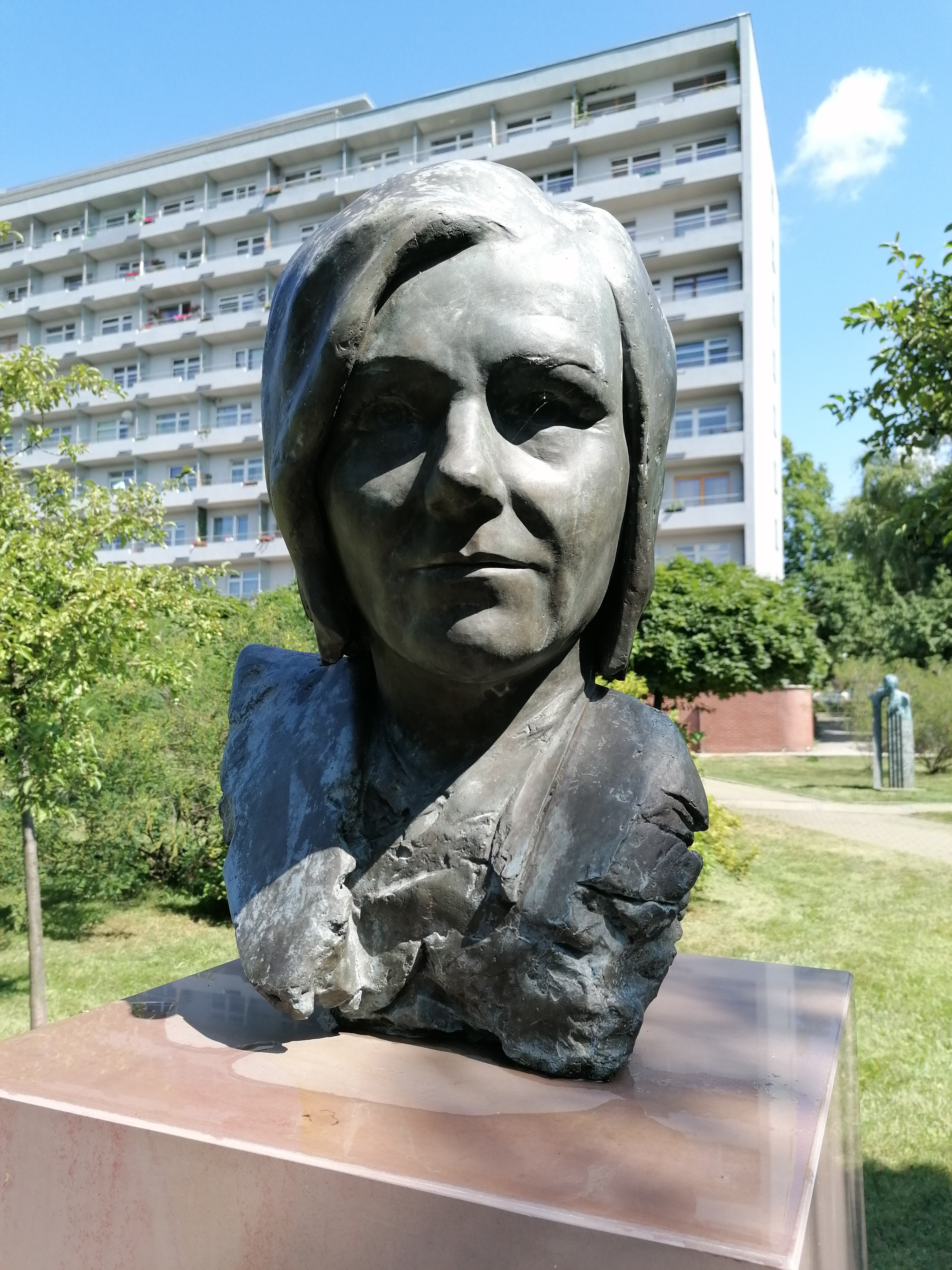
sculpture représentant Krystyna Bochenek